# Ekonomiåret 1968

## Händelser
- HUI, Handelns Utredningsinstitut grundades genom sammanslagning av Detaljhandelns- och Grosshandelns Utredningsinstitut (DUI och GHI).
- Erling Persson köper det svenska företaget Mauritz Widforss som säljer jaktutrustning och herrkläder. Företaget Hennes blir då Hennes & Mauritz, som börjar sälja även herrkläder och barnkläder, och inte bara damkläder som tidigare.[1]
- Saab-Scania bildades 19 december 1968, efter sammanslagning av fordonstillverkarna Saab AB och Scania-Vabis.
- 10 maj - Minnessedeln ”Sveriges Riksbank 1668-1968” utges, Sveriges riksbank

## Bildade företag
- Hemglass lanserades i Sverige.
- Postorderföretaget Ginza grundades av Hans Haraldsson.
- Optikkedjan Synsam bildades.
- Sporthandelskedjan Intersport bildades av tio europeiska inköpsorganisationer; en av dem i Sverige.
- Rune Engman bildade Engmans Elektronik AB, som sedermera blivit datakonsultföretaget Enea AB.
- Snabbmatskedjan Max Hamburgerrestauranger bildades i Gällivare av Curt Bergfors.
- Processortillverkaren Intel Corporation grundades i USA av Gordon E. Moore.
- Programvaruföretaget SPSS bildades i Chicago, USA.
- Brittiska oopgruppen The Beatles grundar ett eget skivbolag, Apple Records.
- Brittiska designföretaget Hipgnosis bildades av Storm Thorgerson och Aubrey Powell.

## Priser och utmärkelser
I samband med Sveriges riksbanks 300-årsjubileum instiftas ett pris i ekonomisk vetenskap till Alfred Nobels minne, som delas ut från och med 1969.